# Lago Windhond
El lago Windhond es un cuerpo de agua superficial léntico ubicado en el centro de la isla Navarino, en la Región de Magallanes y la Antártica Chilena.
Este lago está consignado en el inventario público de lagos de Chile con el código 12897094-1 del Banco Nacional de Aguas.

## Ubicación

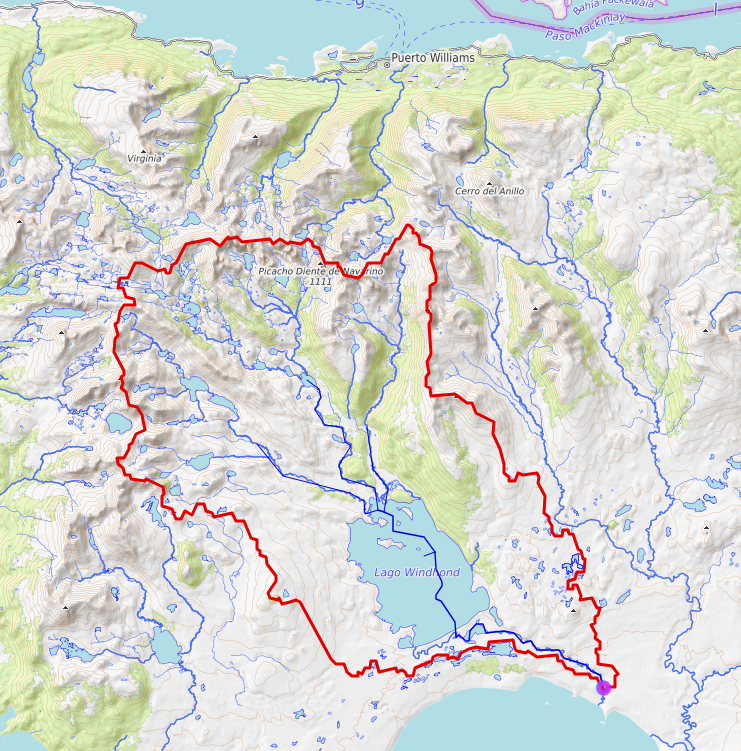
Cuenca del lago Windhond en el centro de la isla Navarino.